# Bindslev Sogn
Bindslev Sogn er et sogn i Hjørring Nordre Provsti (Aalborg Stift).
I 1800-tallet var Bindslev Sogn anneks til Mosbjerg Sogn. Begge sogne hørte til Horns Herred i Hjørring Amt. Trods annekteringen var Mosbjerg og Bindslev selvstændige sognekommuner. Ved kommunalreformen i 1970 blev Mosbjerg indlemmet i Sindal Kommune, Bindslev i Hirtshals Kommune. Ved strukturreformen i 2007 indgik Sindal og Hirtshals kommuner i Hjørring Kommune.
I Bindslev Sogn findes Bindslev Kirke.
I sognet findes følgende autoriserede stednavne:
- Barkholt (bebyggelse)
- Bindslev (bebyggelse)
- Ejås (bebyggelse)
- Hellebjerg (bebyggelse)
- Helledi (bebyggelse)
- Holt (bebyggelse)
- Mogensbæk (bebyggelse)
- Nørre Bindslev Hede (bebyggelse)
- Ravhede (bebyggelse) [2]
- Stensbæk (bebyggelse, ejerlav)
- Sønder Bindslev (bebyggelse, ejerlav)
- Sønder Bindslev Hede (bebyggelse)
- Tronsmark (bebyggelse, ejerlav)
- Trynbakker (bebyggelse)
- Tversted Å (vandareal)
- Øster Bindslev Hede (bebyggelse)
- Ågård Hede (bebyggelse)
- Ågårde (bebyggelse, ejerlav)
- Åsen (bebyggelse)
- Åskov (bebyggelse)